# Chase This Light
Chase This Light — шестой студийный альбом американской альтернатив рок-группы Jimmy Eat World, вышедший 16 октября 2007 года на Interscope Records. Альбом продюсировал Бутч Виг.
Альбом Chase This Light занял пятое место в U.S. Billboard 200, продав около 78000 копий в первую неделю. Из них, 62000 копий было продано в США. По состоянию на июль 2008 года альбом был продан приблизительно 320000 единиц по всему миру. Кроме того, по состоянию на сентябрь 2010 года альбом был продан на 225000 копий в США.

## Информация
«Big Casino», первый сингл с альбома, был выпущен 24 сентября 2007 года на радио. Сингл «Always Be» начал трансляцию по различным радиоволнам 3 декабря 2007 года, а премьера видео состоялась на Total Request Live 30 января 2008 года.

## Список композиций
Слова и музыка всех песен — Jimmy Eat World.
| №   | Название                    | Длительность |
| --- | --------------------------- | ------------ |
| 1.  | «Big Casino»                | 3:40         |
| 2.  | «Let It Happen»             | 3:25         |
| 3.  | «Always Be»                 | 3:04         |
| 4.  | «Carry You»                 | 4:22         |
| 5.  | «Electable (Give It Up)»    | 2:56         |
| 6.  | «Gotta Be Somebody's Blues» | 4:46         |
| 7.  | «Feeling Lucky»             | 2:32         |
| 8.  | «Here It Goes»              | 3:26         |
| 9.  | «Chase This Light»          | 3:29         |
| 10. | «Firefight»                 | 3:53         |
| 11. | «Dizzy»                     | 4:56         |

| №   | Название                                                             | Длительность |
| --- | -------------------------------------------------------------------- | ------------ |
| 12. | «Be Sensible» (Australia / UK / Germany / Japan / iTunes)            | 5:04         |
| 13. | «Distraction» (Japan / UK/Best Buy US Bonus Download)                | 2:58         |
| 14. | «Open Bar Reception» (Smartpunk/InSound pre-order)                   | 3:55         |
| 15. | «Take 'Em As They Come (Брюс Спрингстин cover)» (iTunes pre-order)   | 3:55         |
| 16. | «Dizzy (acoustic)» (iTunes)                                          | 4:27         |
| 17. | «Beautiful Is» (Japan / UK Big Casino single/ Big Casino part 1. 7") | 2:30         |

| Оценки критиков      | Оценки критиков |
| Источник             | Оценка          |
| -------------------- | --------------- |
| AbsolutePunk.net     | (88%)           |
| Allmusic             | [ 3 ]           |
| Entertainment Weekly | A               |
| NME                  | (7/10)          |
| Rockfeedback         | [ 6 ]           |
| Rolling Stone        | [ 7 ]           |
| Sputnikmusic         | [ 8 ]           |
| Virgin Media         | [ 9 ]           |

## Использование в другихСМИ
Песня «Electable (Give It Up)» была использована в видеоигре Burnout Paradise. «Big Casino» и «Here it Goes» были использованы в сезоне 2007—2008 баскетбольного колледжа. Песня «Gotta Be Somebody’s Blues» была использована в одном из эпизодов сериала Холм одного дерева. Заглавный трек «Chase This Light» в настоящее время используется на станции США кабельной сети TNT.
Несколько песен с альбома, в том числе «Big Casino», «Feeling Lucky» и «Always Be» фигурируют на канале ESPN.
Инструментальная версия «Always Be» представлена на видеоигре Tiger Woods PGA Tour 09 производства EA Sports.

## Места в чартах
| Чарт (2007)                            | Позиция |
| -------------------------------------- | ------- |
| США (Billboard 200)                    | 5       |
| США (Billboard Top Alternative Albums) | 2       |
| США (Billboard Top Rock Albums)        | 3       |

## Участники записи
Jimmy Eat World
- Джим Эдкинс — Вокал, гитара, бас-гитара на «Your House», пианино, орган на «My Sundown», арт-директор, колокол
- Том Линтон — Бэк-вокал, гитара, орган на «Hear You Me»
- Зак Линд — Ударная установка
- Рик Берч — Бас-гитара, вокал

Дополнительный персонал
- Кейт Армстронг — Помощник
- Дэвид Кэмпбелл — Руководитель
- Дэвис — Создатель обложки альбома
- Джон Фиелдс — Бас-гитара, клавишные, музыкальный продюсер, звукорежиссёр
- Росс Хогарт — Звукорежиссёр
- Тэд Дженсен — Мастеринг
- Ева Линд — Бэк-вокал
- Крис Лорд-Алг — Микширование
- Стивен Лу — Клавишные
- Эми Росс — Бэк-вокал
- Крис Теста — Музыкальный продюсер, звукорежиссёр
- Бутч Виг — исполнительный продюсер
- Люк Вуд — Артисты и репертуар